# Rigača
Rigača (riga; lat. Hirschfeldia), monotipski rod jednogodišnjeg raslinja iz porodice kupusovki ili krstašica, čiji je jedini predstavnik sivkasta rigača ili gorušica pritisnuta (H. incana). 
Raširena je po Mediteranu, uključujući i Hrvatsku.

## Podvrste
- Hirschfeldia incana subsp. incana; diljem svijeta, uključujući Hrvatsku
- Hirschfeldia incana subsp. consobrina (Pomel) Maire; Alžir
- Hirschfeldia incana subsp. geniculata (Desf.) Tzvelev; Krim; Alžir; Maroko; Tunis; Turska; Libanon; Sirija; Izrael; Jordan; Sicilija; Španjolska
- Hirschfeldia incana subsp. incrassata (Thell. ex Hegi) C.Gómez Campo; Maroko, Alžir
- Hirschfeldia incana subsp. leptocarpa Tzvelev; Krim, sjeverni Kavkaz

## Sinonimi
- Strangalis Dulac